# Ladislav Pittner
Ladislav Pittner (18. května 1934, Malacky – 15. srpna 2008 Bratislava) byl slovenský katolický disident, politický vězeň a křesťanský politik, bývalý ministr vnitra Slovenska (od 1994). Byl ženatý a měl čtyři děti.
Působil postupně v řadách KDH (1990–1998 a 1999–2000), SDK a SDKÚ, třikrát byl ministrem vnitra (1990–1992, 1994 a 1998–2001), vedl Konfederaci politických vězňů Slovenska (2001–2003) a svoji kariéru zakončil jako ředitel Slovenské informační služby (2003–2006).

## Životopis
V mládí působil v řadách Katolické akce. Za tuto činnost byl za komunistického režimu zatčen a vězněn (1951–1953), i poté však pracoval v disentu. Při zaměstnání ukončil střední školu (1965) a vystudoval obor ekonomicko-matematické výpočty na Vysoké škole ekonomické v Bratislavě (1966–1970), v roce 1975 získal v daném oboru titul kandidát věd. Od roku 1967 pracoval v Ústavu ekonomiky a organizace stavebnictví.
Po sametové revoluci nastoupil na politickou dráhu. Působil postupně v řadách KDH (1990–1998 a 1999–2000), SDK (1998–2000) a SDKÚ (od 2000).
Poslancem slovenského parlamentu byl čtyřikrát (1990, 1992–1994, 1994–1998 a 2001–2003), ve třetím funkčním období pracoval ve Výboru pro ochranu přírody a životního prostředí, ve čtvrtém v Ústavněprávním výboru. Byl též trojnásobným ministrem vnitra Slovenska (1990–1992 ve vládách Vladimíra Mečiara a Jána Čarnogurského, 1994 ve vládě Jozefa Moravčíka a 1998–2001 ve vládě Mikuláše Dzurindy), vedl Konfederaci politických vězňů Slovenska (2001–2003) a svoji kariéru zakončil jako ředitel Slovenské informační služby (2003–2006).
Zemřel na selhání srdce v bratislavské nemocnici, datum pohřbu bylo určeno na 22. srpna.